# Локалита Кварчета (Маса-Карара)
Локалита Кварчета је насеље у Италији у округу Маса-Карара, региону Тоскана.
Према процени из 2011. у насељу је живело 40 становника. Насеље се налази на надморској висини од 391 м.